# Felsőszeli
Felsőszeli (szlovákul Horné Saliby) község Szlovákiában, a Nagyszombati kerületben, a Galántai járásban.

## Fekvése
A mátyusföldi község a Kisalföldön, Galántától 9 km-re délre, a Dudvág partján fekszik.

## Élővilága

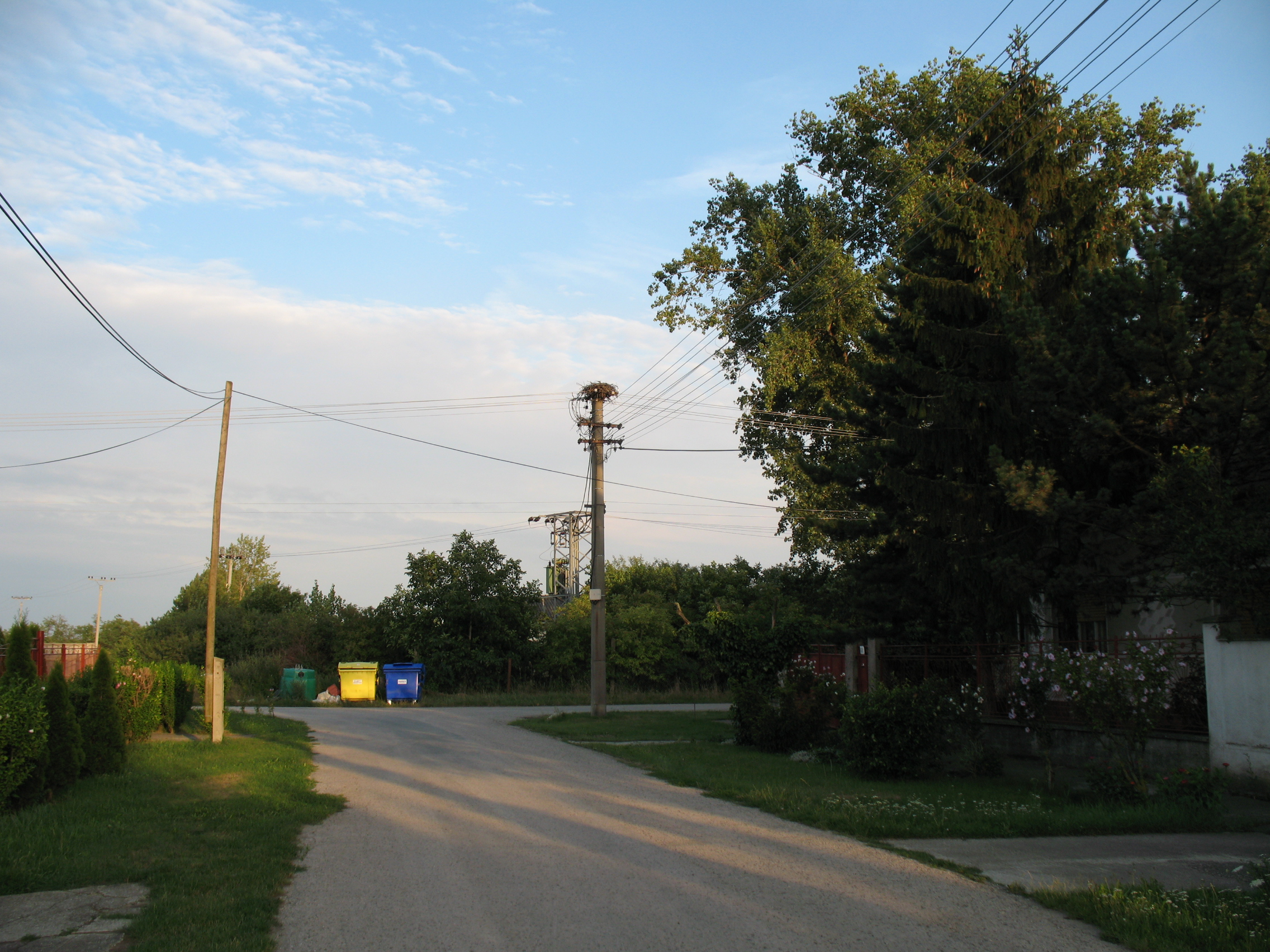
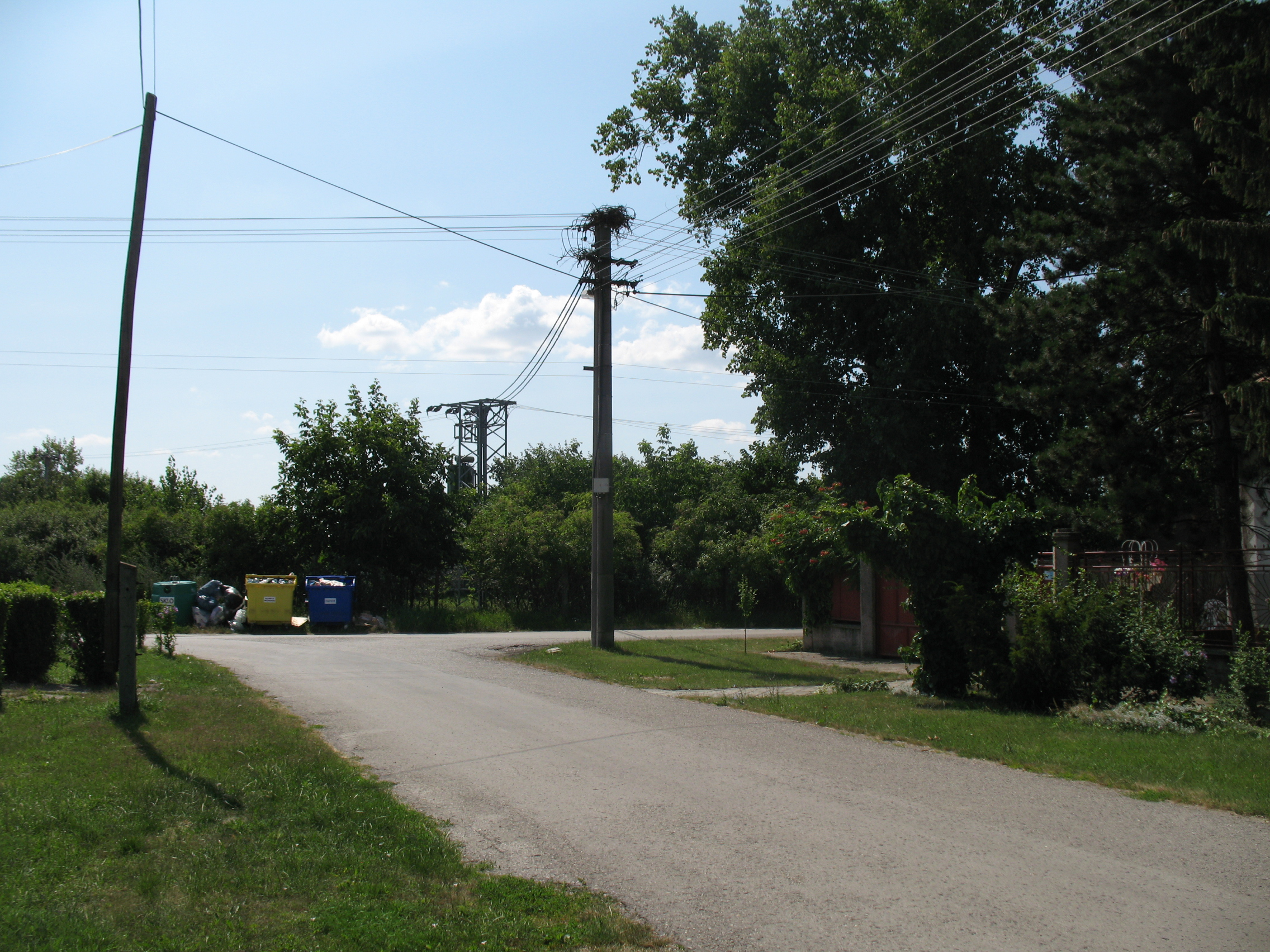

2009-ben épült egy gólyafészek, amely 2013 körülig állt, használatlanul.

## Története
I. e. 3550-3000 között a lengyeli kultúra népe élt itt.
A magyar törzsek 900-ban kezdtek letelepedni a vidéken.
Első temploma már a 11. század végén állt. II. Géza 1158-ban említi meg először Selyként. 1217-ben Zelyként említik. 1233-ban, valamint 1237-40 között már Utrapue Zeliként említik. 1237-ben Zele alakban a Győrszentmártoni Bencés Főapátság oklevelében említik, amely uradalmának része volt. IV. Béla 1246-ban a heiligenkreuzi apátságnak adományozta. Templomát 1271-ben V. István oklevele is említi. I. Károly 1313-ban a Szécsényi Tamás lublói várnagynak adományozta. 1355-től Szécsényi Kónya csejtei várnagy birtoka. 1426-ban említik először a mai nevén. A 16. században a Thurzó és a Báthori-család uradalmának része. 1523-ban kiváltságokat kapott. 1524-ben megépült az újabb római katolikus templom, amely nemsokára a falu lakosságával együtt evangélikussá lett. A 17. században már az Esterházy család semptei uradalmának része, ezáltal 1620-ban Esterházy Miklós zólyomi főudvarmester visszaadta a katolikusoknak a templomot, amelyet 1770-ben lebontottak. 1708-ban már iskoláját is említik. 1817-ig a cseklészi uradalom része volt.
Vályi András szerint "Alsó, és Felső Szelly. Két magyar falu Pozsony Várm. Alsónak földes Ura Gr. Pálfy; Felsőnek pedig Gr. Eszterházy Uraságok, Alsó a’ Felsőnek filiája; lakosaik katolikusok, és evangelikusok, fekszenek egymástól, ’s Deákitól is fél órányira; határjaik jól termők, réttyeik, legelőjik elegendők; fájok is van."
Fényes Elek szerint „Szeli (Felső), magyar falu, Poson vármegyében, az előbbeni falutól egy kis óra járásnyira. Ugyancsak a Dudvágh mellett: 850 kath., 1100 evang., 30 ref., 8 zsidó lak. Van kath. paroch. temploma, és evang. anyaszentegyháza. Határa igen termékeny; legelője, rétje bőséggel. F. u. gróf Eszterházy József, de bir benne szép inscriptionalis jószágtot Benyovszky Péter kapitány is.” 
A trianoni békeszerződésig Pozsony vármegye Galántai járásához tartozott.
Az első Csehszlovák Köztársaság alatt Saliby Hornie/Felső - Szeli volt a hivatalos megnevezés.
1938-45 között újra a Magyar Királyság része, ekkor Nyitra és Pozsony k.e.e. vármegyéhez tartozott.
A Beneš-dekrétumok alapján 1947. január 23-án a csehszlovák hadsereg által ostromgyűrűbe zárt községben elkezdődött a magyar lakosság az ország cseh részébe történő deportálása, ami összesen 240 családot (1013 személyt, közülük 126 hat éven aluli gyereket) érintett. Hátrahagyott házaikba Rózsahegy környéki szlovák telepesek költöztek be. A deportáltak többsége csak 1949-ben térhetett vissza. 1947. április 27-én megkezdődött a csehszlovák-magyar lakosságcsere. A több hónapon át tartó kitelepítések folyamán a község 1321 magyar lakosát (310 családot) toloncolták ki. Helyükre az áttelepülést önként vállaló magyarországi szlovákok érkeztek, elsősorban Tótkomlós és Békéscsaba környékéről.
1957. július 17-én Csehszlovákiába érkezett Ho Si Minh észak-vietnámi elnök, aki többek között felkereste a helyi Egyesült Földműves Szövetkezetet.

## Népessége
1828-ban 256 házában 1789 lakos élt, akik főként mezőgazdaságból éltek.
1851-ben 1988 lakosából 1100 evangélikus, 850 római katolikus, 30 református és 8 zsidó volt.
1910-ben 3477 lakosából 3463 magyar, 9 szlovák, 4 német és 1 egyéb anyanyelvű volt.
1938-ban 4145 lakosából 190 zsidó volt.
2001-ben 3134 lakosából 2100 magyar, 1001 szlovák, 32 egyéb és 1 német volt.
2011-ben 3220 lakosából 1953 magyar, 1165 szlovák, 70 ismeretlen, 10 cseh, 7 cigány, 5-5 ukrán és egyéb, 2-2 orosz és ruszin, valamint 1 szerb nemzetiségű volt.
2021-ben 3198 lakosából 1822 (+55) magyar, 1197 (+50) szlovák, 133 ismeretlen, 42 (+7) egyéb, 2 (+2) cigány és 2 ruszin nemzetiségű volt.
| Felsőszeli lakosságának nemzetiségi megoszlása | Felsőszeli lakosságának nemzetiségi megoszlása | Felsőszeli lakosságának nemzetiségi megoszlása |
| ---------------------------------------------- | ---------------------------------------------- | ---------------------------------------------- |
| szlovák                                        |                                                | 9 fő (0%)                                      |
| magyar                                         |                                                | 3463 fő (100%)                                 |
| német                                          |                                                | 4 fő (0%)                                      |
| egyéb                                          |                                                | 1 fő (0%)                                      |
| *1910. évi népszámlálási adatok                |                                                |                                                |

| Felsőszeli lakosságának nemzetiségi megoszlása | Felsőszeli lakosságának nemzetiségi megoszlása | Felsőszeli lakosságának nemzetiségi megoszlása |
| ---------------------------------------------- | ---------------------------------------------- | ---------------------------------------------- |
| szlovák                                        |                                                | 1001 fő (32%)                                  |
| magyar                                         |                                                | 2100 fő (67%)                                  |
| német                                          |                                                | 1 fő (0%)                                      |
| egyéb                                          |                                                | 32 fő (1%)                                     |
| *2001. évi népszámlálási adatok                |                                                |                                                |

| Felsőszeli lakosságának nemzetiségi megoszlása | Felsőszeli lakosságának nemzetiségi megoszlása | Felsőszeli lakosságának nemzetiségi megoszlása |
| ---------------------------------------------- | ---------------------------------------------- | ---------------------------------------------- |
| szlovák                                        |                                                | 1165 fő (36%)                                  |
| magyar                                         |                                                | 1953 fő (61%)                                  |
| roma                                           |                                                | 7 fő (0%)                                      |
| cseh                                           |                                                | 10 fő (0%)                                     |
| ruszin                                         |                                                | 2 fő (0%)                                      |
| ukrán                                          |                                                | 5 fő (0%)                                      |
| szerb                                          |                                                | 1 fő (0%)                                      |
| orosz                                          |                                                | 2 fő (0%)                                      |
| egyéb                                          |                                                | 5 fő (0%)                                      |
| nem kiderített                                 |                                                | 70 fő (2%)                                     |
| *2011. évi népszámlálási adatok                |                                                |                                                |

## Neves személyek
- Itt szolgált Okolicsányi János (1676–1736) plébános.
- Itt született 1701. november 2-án Nagy János jezsuita áldozópap.
- Itt szolgált Specziár Lajos (1821–1903) plébános, egyházkerületi jegyző.
- Itt szolgált Podmaniczky Pál (1885–1949) evangélikus lelkész.
- Itt élt Danajka Lajos helytörténész, a község díszpolgára. Két tűz között 1944–1946 (2001) című könyvében 40 visszaemlékező alapján állít emléket annak a 210 helybéli leventének, akiket 1944 decemberében katonai szolgálatra vittek a Nagynémet Birodalomba.
- Itt született 1925. április 15-én Juraj Fojtík történész, levéltáros.
- Itt élt Oros László (1952-2024) hadmérnök, helytörténész, könyvgyűjtő.
- Magyarország Nemzeti Kulturális Örökség Minisztériuma 2003-ban „Édes anyanyelvünk” címen meghirdetett pályázatának egyedüli felvidéki díjazottja Mészáros Magdolna volt, a helyi alapiskola pedagógusa.[11]
- Itt él Jakubecz Márta író, publicista, szerkesztő, pedagógus.
- Itt született 1982. június 22-én Borbély Borisz költő.[12]

## Nevezetességei

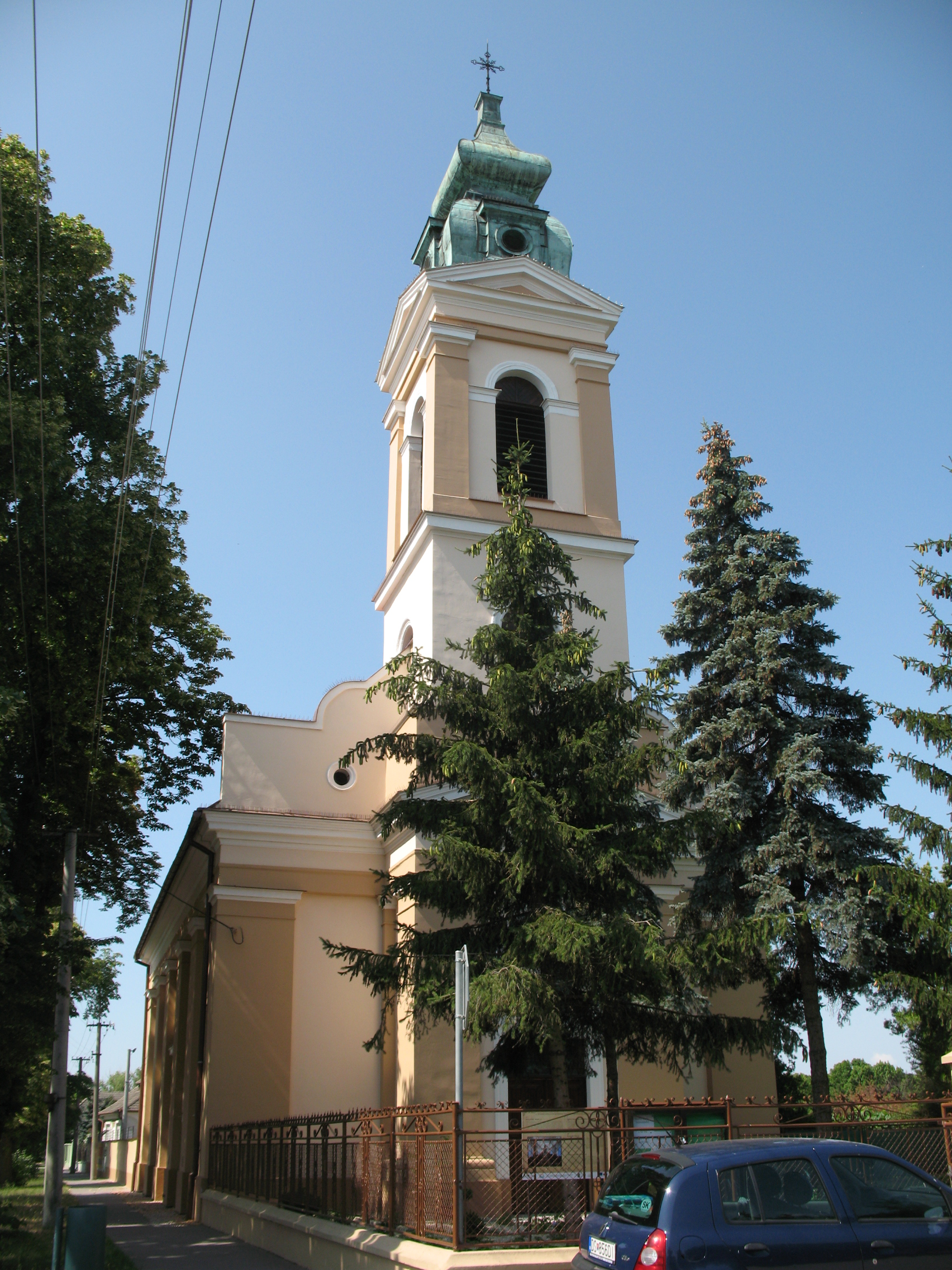
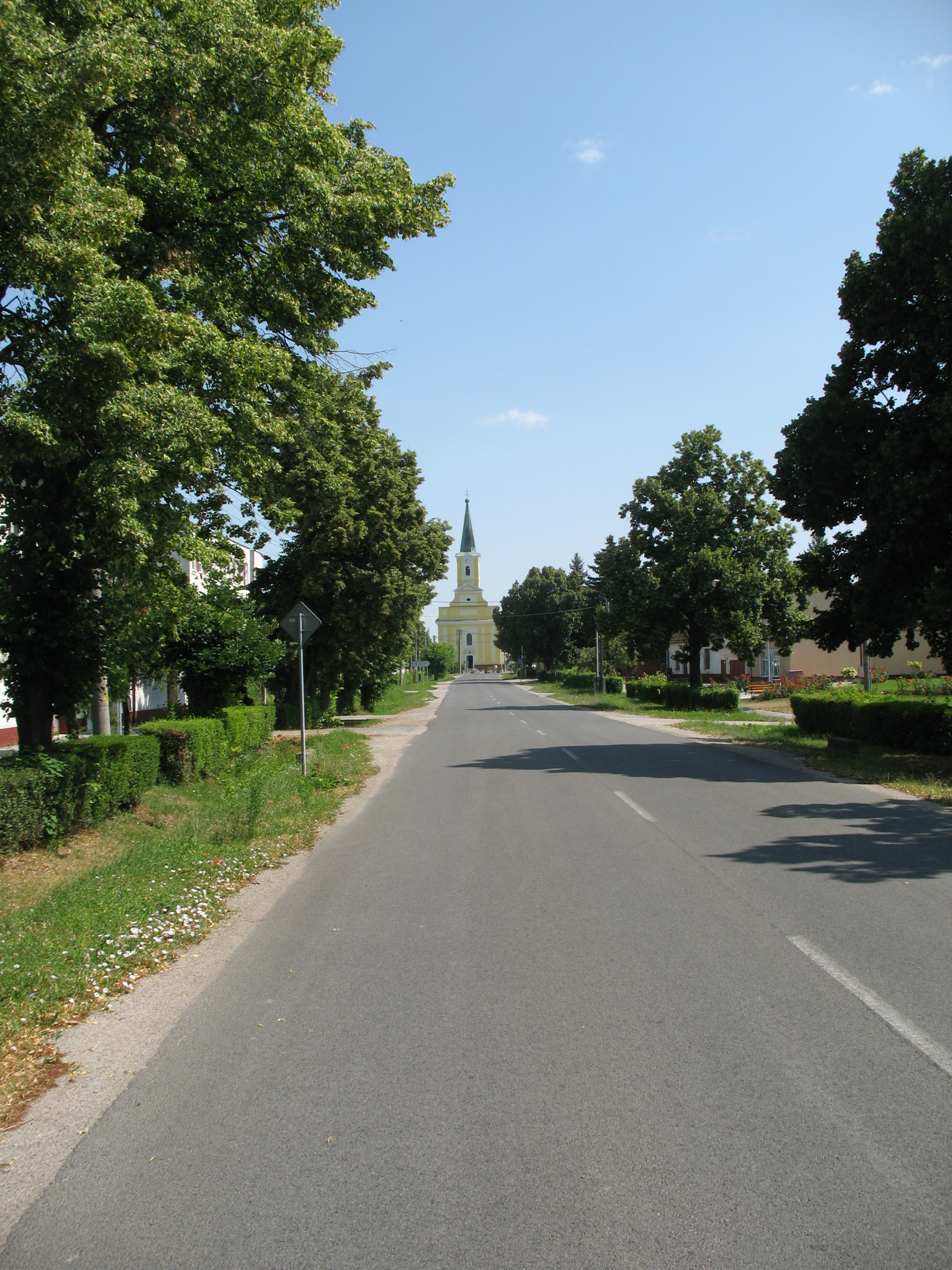
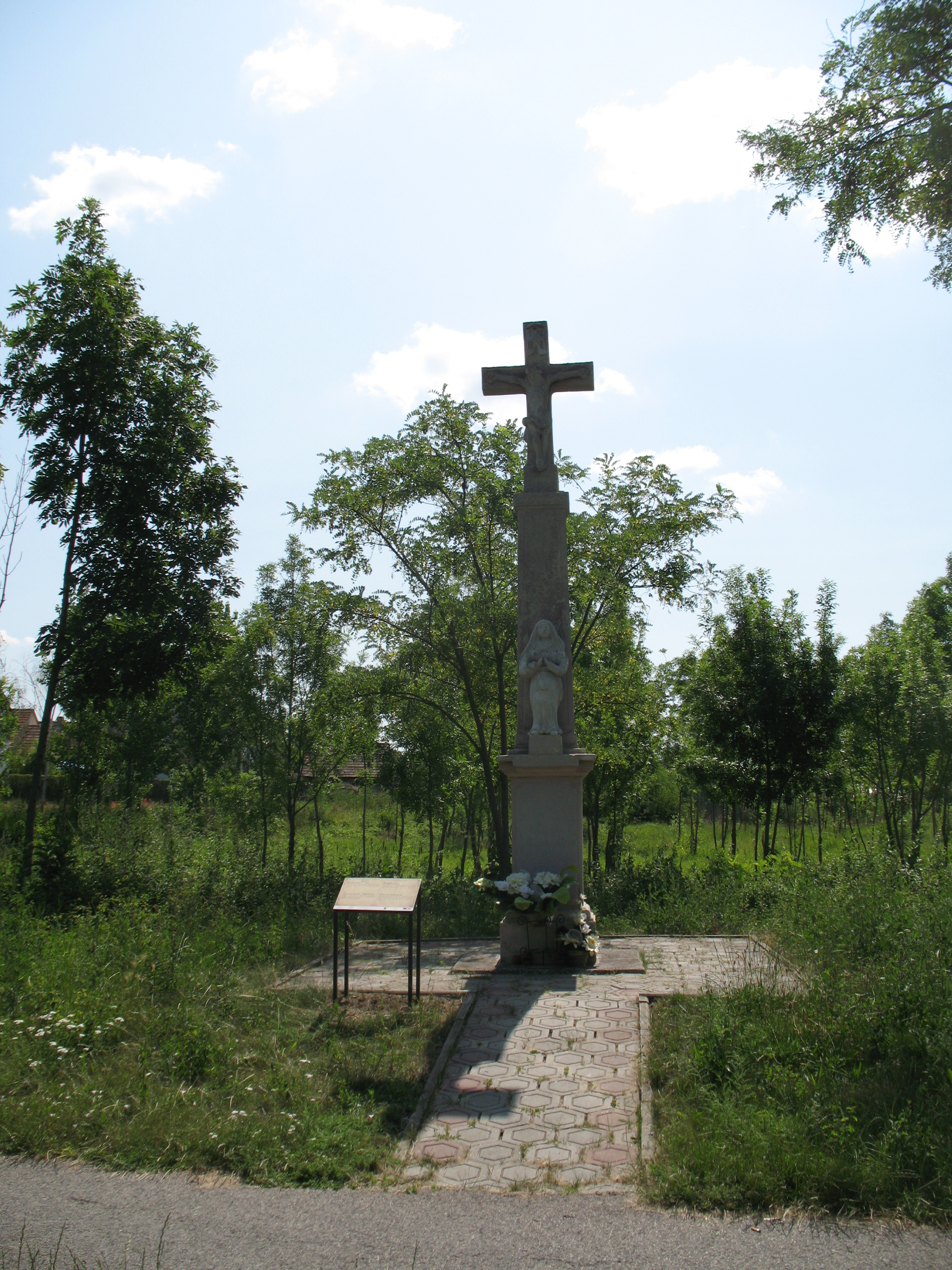
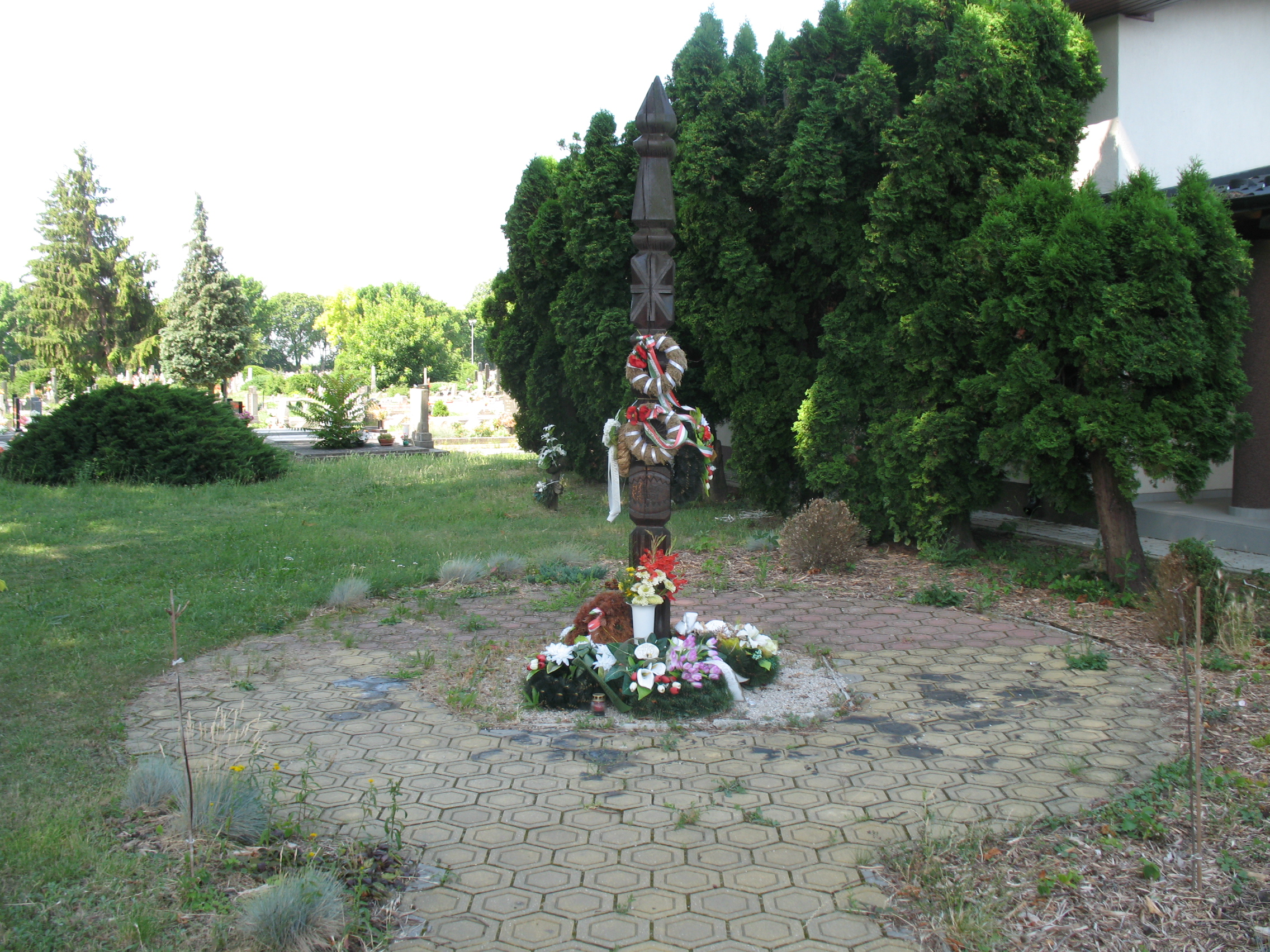

- Szent Lőrinc tiszteletére szentelt egyhajós római katolikus temploma 1775-ben épült gróf Eszterházy Ferenc költségén, klasszicista stílusban Fellenthali Fellner Jakab tervei alapján. Presbitériuma poligonálisan végződik, a homlokzat fölött levő toronnyal és hozzáépített sekrestyével. Főoltáránál megtalálható Szent Lőrinc képe is. A főhomlokzat egyenes oromzatán csiga alakú díszítés van csúcsos tetőszerkezettel. A szentélyben a poroszsüveg-boltozat a csoportos oszlopsor ormain helyezkedik el, ami a hajóban is megtalálható. A templom oromzata falsávokkal, félköríves ablakkeretekkel szegélyezett. A tornyot pilaszterek tagolják, ami koronázópárkánnyal, órás számlappal és toronysisakkal végződik. 1823-ban leégett, torna azóta is csonkán állt. 1944-ben újból megsérült, de a többszöri felújítások során, 1975-ben tornyát is helyreállították építésének 200. évfordulójára.
- Egyhajós "türelmi" evangélikus temploma 1785-90 között épült. Szentélye poligonálisan végződő. Belseje egyenes mennyezetű, az oszlopain oldalsó matroneumok vannak. Harangtornyát 1830-ban építették. 1856-61 között neoklasszicista stílusba építették át, valamint tornyát is ekkor készítették el, ami kissé kiugró. Homlokzatát masszív pilaszterek és félköríves keretes ablakok tagolják. A torony alsó részét kordovánpárkány tagolja háromszög alakú timpanonpajzzsal, felső részén pilaszterek szegélyezik, majd háromszög alakú pajzsos koronázópárkány és atipikus barokk sisak zárja. Szószékoltára 1859-ből való, amelynek központi motívuma Aumaira Mihály pozsonyi festőművész "Jézus a Getszemáni-kertben" nevezetű oltárképe. A keresztelőkápolna 1878-ból, az orgona pedig szintén a 19. század második feléből való. 1934-ben finn lelkészek látogatták meg a templomot, amelyben találkoztak a helybeli leánykórus tagjaival is. A második világháború alatt tornya megsérült, végül 1976-ban állították helyre. 1988-ban folytatódtak a felújítások.
- A Nagykereszt az 1833-as és az 1855-ös kolerajárvány, valamint az 1849-es harcok helyi áldozatainak állít emléket.
- 1952-ben Felsőszeli és Deáki határában kőolajkutatás zajlott, amely során termálvizet találtak, melynek hasznosítására az 1970-es években három medencével, étteremmel, szállodával és autóskempinggel ellátott termálfürdőt létesítettek. Az állami tulajdonú létesítmény 1991-ben a két község közös tulajdonába került. Azonban az egy évtizednyi közös üzemelést követően további fejlesztésének eltérő megítélése miatt a létesítményt kettéosztották, amely így területileg ⅔ részben Deáki, ⅓ részben Felsőszeli tulajdona lett.
- Bibliotheca Pro Patria magán könyv- és kézirattár
- 1990 óta az idegenben elhunytak emlékére kopjafa áll a temető bejáratánál.
- Magyar tanítási nyelvű alapiskolája és óvodája 2001-ben vette fel a Széchenyi István nevet. A névadó emlékére az iskola parkjában egy Jozef Tkadlec öntötte harangot helyeztek el a Schmidt Róbert által faragott haranglábon, melyen egy Széchenyi-idézet olvasható: „Egynek minden nehéz, soknak semmi sem lehetetlen.”[13]
- 2017-ben Ho Si Minh látogatásának 60. évfordulójára emléktáblát helyeztek el a községháza épületén.
- 2022-ben a csehszlovák-magyar lakosságcsere 75. évfordulójára emléktáblát helyeztek el a könyvtár épületén.

## Kulturális élet, rendezvények
- Csemadok
- Rozmaring énekkar
- Mátyus Néptánccsoport
- Bicskás zenekar
- Bercsényi Miklós Hagyományőrző Csapat
- 72. számú Szent Lőrinc cserkészcsapat Felsőszeli
- Farsangi Nótaest
- Felsőszeli Lovastalálkozó
- Szüreti felvonulás
- Felsőszeli találkozó és táncház
- Karácsonyi koncert

## Külső hivatkozások
- Felsőszeli képekben
- Felsőszeli Termálfürdő
- E-obce.sk
- Tourist-channel.sk
- Felsőszeli Szlovákia térképén
- Travelatlas.sk Archiválva 2007. március 2-i dátummal a Wayback Machine-ben.
- Panorama.sk